# Årstad (Falkenberg)
Årstad est un village et paroisse en Halland, Suède. Le village a une population de 258 habitants (2005). Le village Heberg se situe en la partie sud de paroisse.